# Rewolucja lutowa (1848)
Rewolucja lutowa miała miejsce we Francji, w 1848 roku. W jej wyniku wprowadzono ustrój republikański na miejsce monarchii lipcowej. Uważana jest za początek tzw. Wiosny Ludów.

## Historia
Jej bezpośrednią przyczyną były zarządzenia władz zabraniające publicznego bankietu na rzecz reformy prawa wyborczego, których skutkiem były manifestacje uliczne w Paryżu, rozpoczęte 22 lutego. Wojsko próbowało je stłumić, lecz spowodowało to ich nasilenie i zmusiło 24 lutego króla Ludwika Filipa do abdykacji. Po obaleniu monarchii powstał Rząd Tymczasowy, do którego weszli republikanie i socjaliści utopijni, deklarujący idee republiki socjalnej oraz swobody demokratyczne dla ludu. Rząd ten proklamował 25 lutego II Republikę Francuską. Zniesiono niewolnictwo w koloniach, zlikwidowano cenzurę oraz wprowadzono wolność prasy i stowarzyszeń. Sprawy robotników miała rozwiązać Komisja Luksemburska pod przewodnictwem Louisa Blanca.
W przeprowadzonych pod koniec kwietnia wyborach do Zgromadzenia Narodowego, w których po raz pierwszy wprowadzono powszechne prawo głosu (tylko dla mężczyzn), wzięło udział 9 milionów Francuzów.
Wybory wygrali monarchiści i burżuazja dzięki głosom chłopów. Zwycięscy republikanie wycofali się ze swych ustępstw wobec robotników, nakazując wysiedlenie z Paryża bezrobotnych.
Wkrótce z rządu usunięto reprezentantów robotników; kryzys gospodarczy oraz zwiększenie podatków spowodowały wrzenie, podtrzymując nastroje rewolucyjne i doprowadzając do manifestacji ludności w Paryżu (16 kwietnia) i na prowincji.
4 maja Zgromadzenie Narodowe ponownie proklamowało republikę, wybierając jako najwyższą władzę wykonawczą Komisję Wykonawczą. Na wieść o wybuchu powstania wielkopolskiego 15 maja odbyła się demonstracja na rzecz niepodległości Polski (tzw. dzień polski).
23 czerwca wybuchło w Paryżu trwające trzy dni powstanie robotnicze zwane dniami czerwcowymi, wywołane zniesieniem warsztatów narodowych, krwawo stłumione przez gen. L.E. Cavaignaca, któremu 28 czerwca Zgromadzenie Narodowe powierzyło władzę jako prezesowi rady ministrów.
Klęska powstania położyła kres Wiosny Ludów we Francji. Wybrany prezydentem według zasad nowej grudniowej konstytucji Ludwik Napoleon Bonaparte dokonał zamachu stanu i w 1852 roku ogłosił się cesarzem, Napoleonem III.
Rewolucja lutowa zapoczątkowała ruchy rewolucyjne w wielu krajach, w tym także na ziemiach polskich.